# الطريق الأوروبي E65
الطريق الأوروبي E65 هو طريق من شبكة الطرق الأوروبية الدولية. يمتد من الشمال إلى الجنوب يبدأ في مالمو بالسويد وينتهي في خانيا باليونان. يبلغ طول الطريق حوالي 4400 كم (2700 ميل).